# Radzyń (województwo lubuskie)

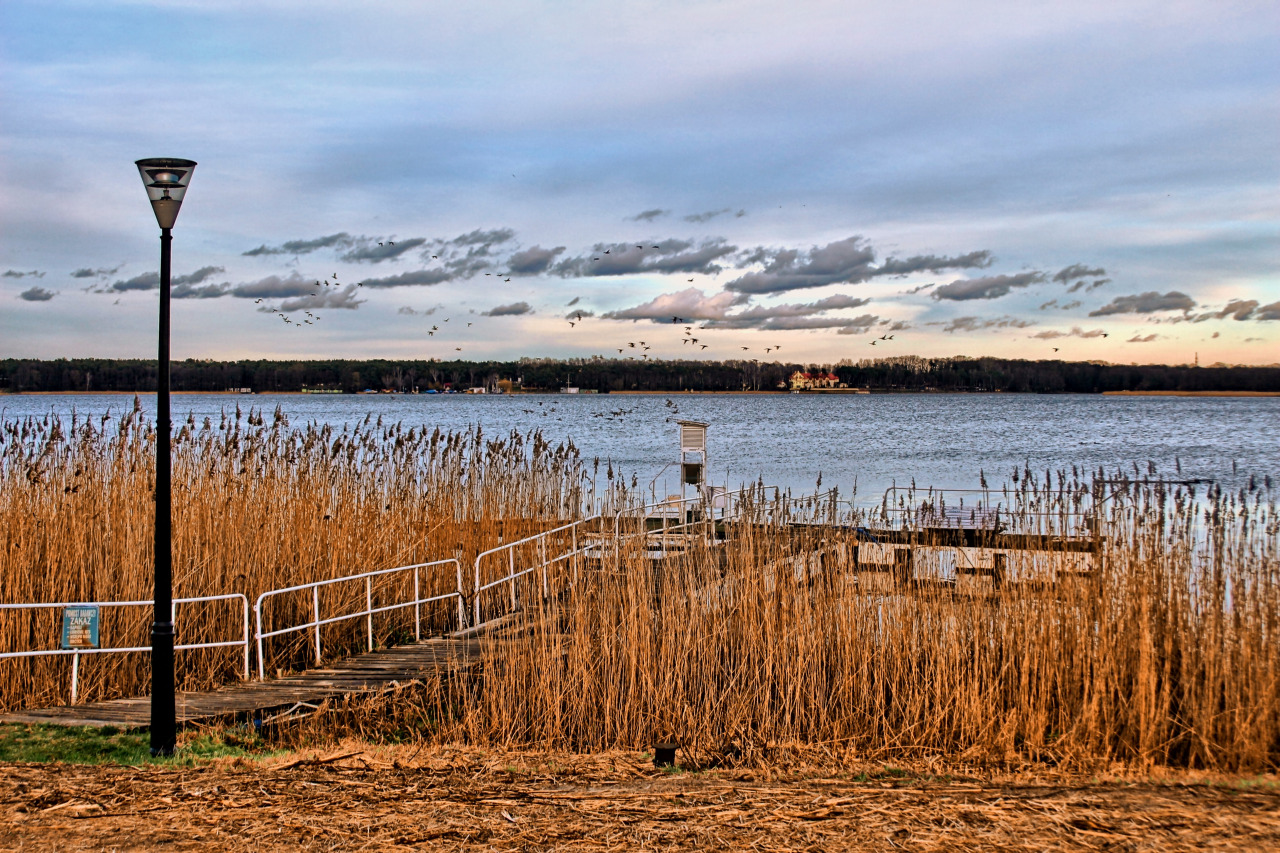
Widok na Jezioro Sławskie

Radzyń – wieś w Polsce położona w województwie lubuskim, w powiecie wschowskim, w gminie Sława.
Wieś wzmiankowana w XIII wieku.
W latach 1975–1998 miejscowość położona była w województwie zielonogórskim.
W Radzyniu na terenie ośrodka wypoczynkowego Wratislavia odbywa się coroczny festiwal Las, woda & blues. Co roku organizowane są zloty historycznych pojazdów, m.in. Zlot Garbatych Bolidów (Volkswagen), amerykańskich klasyków i motocykli.
W miejscowości nad jeziorem Sławskim znajduje się Stacja hydrologiczna IMGW im. Zbigniewa Pasławskiego.
Ze wsi pochodzi poseł na sejm V kadencji Waldemar Starosta.